# Dediščina (film)
Dediščina je slovenski dramski film iz leta 1984. 
Zgodba se odvija med letoma 1914 in 1944. Film je bil prikazan v kategoriji Un Certain Regard Filmskega festivala v Cannesu leta 1985.

## Kritike
Stanka Godnič je pohvalila fotografijo in igralce, vendar s filmom ni bila zadovoljna. Napisala je, da je bil Miroslav Krleža mislec in pisec velikih razmerij ter da je Klopčič kot scenarist svojega filma precej zaostal za njim.

## Zasedba
- Ivo Ban: Viktor
- Polde Bibič
- Bine Matoh
- Bernarda Oman
- Boris Ostan
- Radko Polič
- Majda Potokar: Mila
- Milena Zupančič
- Saša Pavček: učiteljica

## Ekipa
- fotografija: Tomislav Pinter
- montaža: Darinka Peršin
- scenografija: Niko Matul
- kostumografija: Alenka Bartl Prevoršek
- maska: Berta Meglič
- zvok: Matjaž Janežič

## Nagrade
- Teden domačega filma 1984: debitant leta: Branko Šturbej